# Khéty (trésorier de Montouhotep II)
Pour les articles homonymes, voir Khéty.
Khéty est « porteur du sceau », « trésorier du roi » Montouhotep II de la XIe dynastie.
Khéty apparaît être l'un des personnages les plus influents à la cour royale. Il porte les titres de « vizir », « chancelier du roi de Haute et Basse-Égypte », « contrôleur des connus du roi », « directeur de l'or et de l'argent et directeur du lapis-lazuli et de la turquoise », « directeur des choses scellées », « directeur des porteurs de sceaux », « directeur du Trésor », « Père Divin ».
Son successeur au poste de trésorier est Méketrê.
Il est représenté dans deux reliefs rocheux à Shatt er-Rigal où il est debout devant le roi qui porte le vêtement de la fête-Sed, ce qui laisse supposer que Khéty a été impliqué dans l'organisation de la fête en l'an 39 du règne du roi. Sous le commandement de son vizir Khéty, Montouhotep II lance des campagnes militaires au sud, en Nubie : c'est la première apparition attestée du nom Khéty en Nubie dans les archives égyptiennes.

## Sépulture
Son nom et son titre apparaît également dans le temple funéraire du roi à Deir el-Bahari et il a un tombeau près du temple funéraire de son roi. Sa tombe TT311 a été trouvée fortement détruite, mais il y a encore des restes de décors où il apparaît. La chambre funéraire a été mieux préservée et a aussi été décorée. 